# جولیا لرمانتوا
جولیا لرمانتوا (روسی: Юлия Всеволодовна Лермонтова؛ ۲۱ دسامبر ۱۸۴۶ – ۱۶ دسامبر ۱۹۱۹ (۷۲ ساله)) شیمیدان روس بود. او به عنوان اولین زن روس شناخته می‌شود که موفق به اخذ مدرک دکترای شیمی شد. او در دانشگاه هایدلبرگ و دانشگاه برلین تحصیل کرد قبل از آنکه در سال ۱۸۷۴ مدرک دکترای خود را از دانشگاه گوتینگن دریافت کند. در سال ۱۸۷۵ به انجمن شیمی روسیه راه یافت.

## زندگی اولیه
یولیا وسوالودوونا لرمانتوا در ۲۱ دسامبر ۱۸۴۶ در سن پترزبورگ، روسیه در خانواده اشرافی لرمانتوف به دنیا آمد. پدرش ژنرال وسوالود لرمانتوف (پسرعموی دوم شاعر روس میخائیل لرمانتوف) و مادرش الیزاوتا آندریونا کوسیکوفسکی بود. بیشتر دوران جوانی خود را در مسکو گذراند، جایی که پدرش مسئول سپاه کادت مسکو بود. از آنجا که والدینش از روشنفکران مسکو بودند، آموزش فرزندانشان اولویت بالایی داشت. در نتیجه، او تحت آموزش معلمان خصوصی قرار گرفت. اگرچه خانواده اش علاقه او به علم را به‌طور کامل درک نمی‌کردند، اما او را دلسرد نکردند و او می‌توانست ادبیات حرفه‌ای را مطالعه کند و آزمایشات ساده‌ای در خانه انجام دهد.

## تحصیلات

### در روسیه
یولیا لرمانتوا ابتدا قصد داشت پزشکی بخواند، اما به زودی دریافت که نمی‌تواند منظره اسکلت‌ها را تحمل کند یا فقر بیمارانش را بپذیرد. سپس برای تحصیل در کالج کشاورزی پتروفسکایا (اکنون کالج تیمیریازف) که به برنامه عالی شیمی خود معروف بود، اقدام کرد. اگرچه تعدادی از اساتید از او حمایت کردند، اما در نهایت درخواست او رد شد. پس از آن تصمیم گرفت تحصیلات خود را با رفتن به خارج از کشور ادامه دهد، که در آن زمان کار آسانی نبود. از طریق دخترعمویش آنا اورینوا، با سوفیا کوالفسکایا آشنا شد که ازدواج مصلحتی کرده بود و این امر به هر دو زن اجازه می‌داد تا در یک دانشگاه خارج از کشور تحصیل کنند، زیرا کوالفسکایا می‌توانست به عنوان همراه عمل کند.

### خارج از کشور
در پاییز ۱۸۶۹، در سن ۲۲ سالگی، یولیا لرمانتوا به هایدلبرگ رسید و در دانشگاه هایدلبرگ شرکت کرد، جایی که اجازه یافت در سخنرانی‌های رابرت بونزن شرکت کند و در نهایت به آزمایشگاه او راه یافت. در آزمایشگاه بونزن بود که او بر روی ترکیبات پلاتین تحقیق کرد. این تحقیق در زمینه توسعه تکنیک‌های جداسازی آلیاژهای پلاتین به او توسط دیمیتری مندلیف پیشنهاد شده بود. از آنجا، او به برلین نقل مکان کرد تا تحت نظر آگوست ویلهلم فون هافمن تحقیق کند. در برلین، او در آزمایشگاه خصوصی هافمن کار می‌کرد و می‌توانست در سخنرانی‌های او در شیمی آلی شرکت کند. در اینجا بود که اولین مقاله خود با عنوان «دربارهٔ ترکیب دیفنین» را منتشر کرد. در سال ۱۸۷۴ پایان‌نامه خود با عنوان «در مورد دانش ترکیبات متیلن» (که دربارهٔ تحلیل ترکیبات متیل بود) را به پایان رساند و در آن پاییز دیپلم دکترای شیمی خود را از دانشگاه گوتینگن دریافت کرد. او با درجه ممتاز فارغ‌التحصیل شد و اولین زن در جهان بود که موفق به اخذ مدرک دکترای شیمی شد.

## تحقیقات
پس از اتمام تحصیلات، به روسیه بازگشت و در آزمایشگاه ولادیمیر مارکوفنیکوف در دانشگاه مسکو شروع به کار کرد. سپس از الکساندر باتلروف دعوت شد تا به سن پترزبورگ نقل مکان کند. در اینجا بود که او تحقیقاتی دربارهٔ اسید ۲-متیل-۲-بوتنوئیک انجام داد.
در سال ۱۸۷۷، پس از مرگ پدرش، به همراه خانواده به مسکو نقل مکان کرد و در آزمایشگاه مارکوفنیکوف در تحقیقات نفتی شروع به کار کرد. او اولین زنی بود که در این حوزه تحقیقاتی کار می‌کرد. علاوه بر این، او دستگاهی برای تقطیر مداوم نفت توسعه داد، اما این دستگاه نتوانست در مقیاس صنعتی تطبیق داده شود.
در کنفرانس ژانویه ۱۸۷۸ انجمن شیمی روسیه، ای.پی. التکوف دربارهٔ یک روش جدید برای سنتز هیدروکربن‌های با فرمول CnH2n گزارش داد که باتلروف خاطرنشان کرد بسیاری از این آزمایش‌ها قبلاً توسط لرمانتوا انجام شده بود. این تحقیقات بعدها زمانی ارزشمند شد که سنتز هیدروکربن‌های بسیار شاخه‌دار برای تولید صنعتی و استفاده در برخی انواع سوخت موتور بیشتر مورد مطالعه قرار گرفت. این فرایند بعدها به عنوان واکنش باتلروف-التکوف-لرمانتوا شناخته شد.